# Front Mission 2089
Front Mission 2089 (フロントミッション 2089) est un jeu vidéo de type tactical RPG développé et édité par Square Enix, sorti en 2005 sur téléphone mobile. Il a fait l'objet d'un remake en 2008 sur Nintendo DS sous le titre Front Mission 2089: Border of Madness.
Une suite intitulée Front Mission 2089-II est sortie en 2006 sur téléphone mobile.

## Accueil

### Critique
- Famitsu : 28/40 (DS)

### Ventes
Au 31 mars 2009, le remake DS s'était écoulé à 50 000 exemplaires au Japon.